# Safeways Here We Come
Safeways Here We Come is de eerste ep van de Canadese poppunkband Chixdiggit. Het werd uitgegeven op 15 februari 2011 door het label Fat Wreck Chords. De titel is een speling op de titel van het album Strangeways, here we come van The Smiths.

## Nummers
1. "Miso Ramen" - 3:20
2. "Swedish Rat" - 3:02
3. "Since You Got a Dog" - 1:40
4. "Found Love" - 2:08
5. "Hot N Horny" - 0:44
6. "I Hate Basketball" - 2:43
7. "I Hope Things Will Turn Around" - 3:05